# Иаков (Тасев)
Епископ Иаков (болг. Епископ Яков, в миру Илия́ Вели́ков Та́сев; род. 25 августа 1956, село Копривлен, Благоевградская область) — епископ Болгарской православной церкви, епископ Месемврийский.

## Биография
Родился 25 августа 1956 года в селе Копривлен близ города Неврокопа.
Будучи женат, 1 апреля 1984 года был рукоположен во священника в Софии. Однако, скоро развёлся и был перемещён в город Самоков.
После возникновения раскола в Болгарской Православной Церкви в 1992 году примкнул к «альтернативному» Синоду, принял монашество, был возведён в сан архимандрита 14 августа 1997 года, а 19 октября того же года — хиротонисан во титулярного епископа Брегалничского и служил в Самоковской Богородицкой церкви.
По решению проходившего в Софии Всеправославного Собора 30 сентября — 1 октября 1998 года «по крайнему снисхождению» был принят в каноническое общение с Болгарской Церковью в сущем сане, получил титул епископа Месемврийского, и был назначен викарием Доростольско-Червенской епархии.
В 2001 году, по разделении Доростольско-Червенской епархии на Доростольскую и Русенскую, остался викарием последней.
2 апреля 2013 года решением Священного Синода был освобождён от должности викария Русенской митрополии и в соответствии с прошением отправлен на послушание в Бачковский монастырь.
20 октября 2013 года на собрании епархиальных избирателей в Берлине был избран одним из двух кандидатов на вдовствующую Западно- Среднеевропейскую митрополию (другим кандидатом был епископ Константийский Антоний (Михалев)), но 27 октября того же года при тайном голосовании синодальных митрополитов не получил ни одного голоса.
11 декабря 2016 года на выборах митрополита Старозагорского также не получил ни одного голоса синодальных митрополитов.